# Ostspitze
De Ostspitze is een 4632 meter hoge top in het bergmassief van de Monte Rosa in Zwitserland.
De Ostspitze is niet echt een op zichzelf staande berg aangezien het om de oostelijke top van de "Gornerhorn" gaat waarvan het hoogste punt nog geen 100 meter westelijker ligt. De top staat vijfde op de door de UIAA samengestelde lijst van vierduizenders in de Alpen. De berg is na de Dufourspitze (4633,9 m) de hoogste top van de Zwitserse Alpen. Enkele tientallen meters ten oosten ligt de Grenzgipfel waarover de grens met Italië loopt.

## Geschiedenis
Op 1 september 1854 stonden de gebroeders Christopher, Edmund en James G. Smyth als eersten op de Ostspitze. Ze dachten de hoogste top van de "Gornerhorn" of "Höchste Spitze" (in 1863 omgedoopt tot Dufourspitze) bereikt te hebben. Later bleek de westelijke top echter twee meter hoger te zijn dan de Ostspitze.
Ferdinand Imseng, Gabriel Spechtenhauser, Giovanni Oberto, Richard Pendlebury, William Pendlebury en Charles Taylor overschreden de complete Dufourspitze-topgraat (Grenzgipfel (4618 m) – Ostspitze (4632 m) – Dufourspitze (4632 m) op 23 juli 1872. Ze waren een dag eerder uit Macugnaga vertrokken en hadden via de nooit eerder beklommen zwaar verijsde Monte Rosa-oostwand de Grenzgipfel (4618 m) bereikt.